# Rastrellamento del Quadraro
Il rastrellamento del Quadraro, nome in codice operazione Balena (in tedesco Unternehmen Walfisch), fu un'operazione militare tedesca, effettuata il 17 aprile 1944, ai danni della popolazione del quartiere, situato alla periferia sud di Roma, durante la seconda guerra mondiale.
Il quartiere popolare del Quadraro era noto come covo di partigiani, di renitenti alla leva, di sabotatori e di oppositori al regime.
Le truppe tedesche dapprima assediarono il quartiere e, dopo un rastrellamento in cui vennero arrestate circa duemila persone, ne deportarono nei campi di concentramento in Germania almeno 683, come risulta dall'unico elenco attendibile dei deportati, all'epoca compilato dal parroco Don Gioacchino Rey. 
I tedeschi progettarono inizialmente l'eliminazione dei prigionieri, ripiegando successivamente sulla loro deportazione in Germania. Questi prigionieri, trasformati in “lavoratori volontari”, furono ricordati successivamente come "gli schiavi di Hitler".
L'episodio, a Roma, in quanto a dimensioni, è paragonabile al rastrellamento del Ghetto del 16 ottobre 1943, che comprese 1.259 arrestati, di cui 1.023 appartenenti alla comunità ebraica.

## Antefatto
Ciò che fece crescere la tensione nel rapporto tra la popolazione romana e gli occupanti fu, oltre che all'inasprimento dei metodi repressivi da parte delle truppe tedesche, la sempre più forte paura di una escalation della guerra con l'imminente arrivo degli alleati e la carenza di viveri, visto che i bombardamenti degli alleati avevano obbligato i tedeschi ad usare principalmente il trasporto su gomma per il trasporto della merce.
Il 31 marzo fu presa una misura drastica per indebolire tutte le frange ribelli disseminate nelle periferie romane.
Il comando tedesco anticipava l'ora del coprifuoco alle 16,00 agli abitanti dei quartieri Quadraro, Torpignattara, Centocelle e Quarticciolo. In effetti proprio in quel periodo il susseguirsi di sommosse e ribellioni da parte della popolazione romana, esasperata dalla propria condizione di vita, era quasi all'ordine del giorno.
Ma molto probabilmente la goccia che fece traboccare il vaso fu un clamoroso episodio avvenuto il 10 aprile
in una trattoria di Cinecittà (la trattoria di Gigetto in via Calpurnio Fiamma). Nel pomeriggio del lunedì di Pasqua Giuseppe Albano, detto il "gobbo del Quarticciolo"  assalì con la sua banda alcuni soldati tedeschi. Tre di questi vennero freddati a bruciapelo, provocando l'ira del comando tedesco a Roma.

## L'operazione Balena

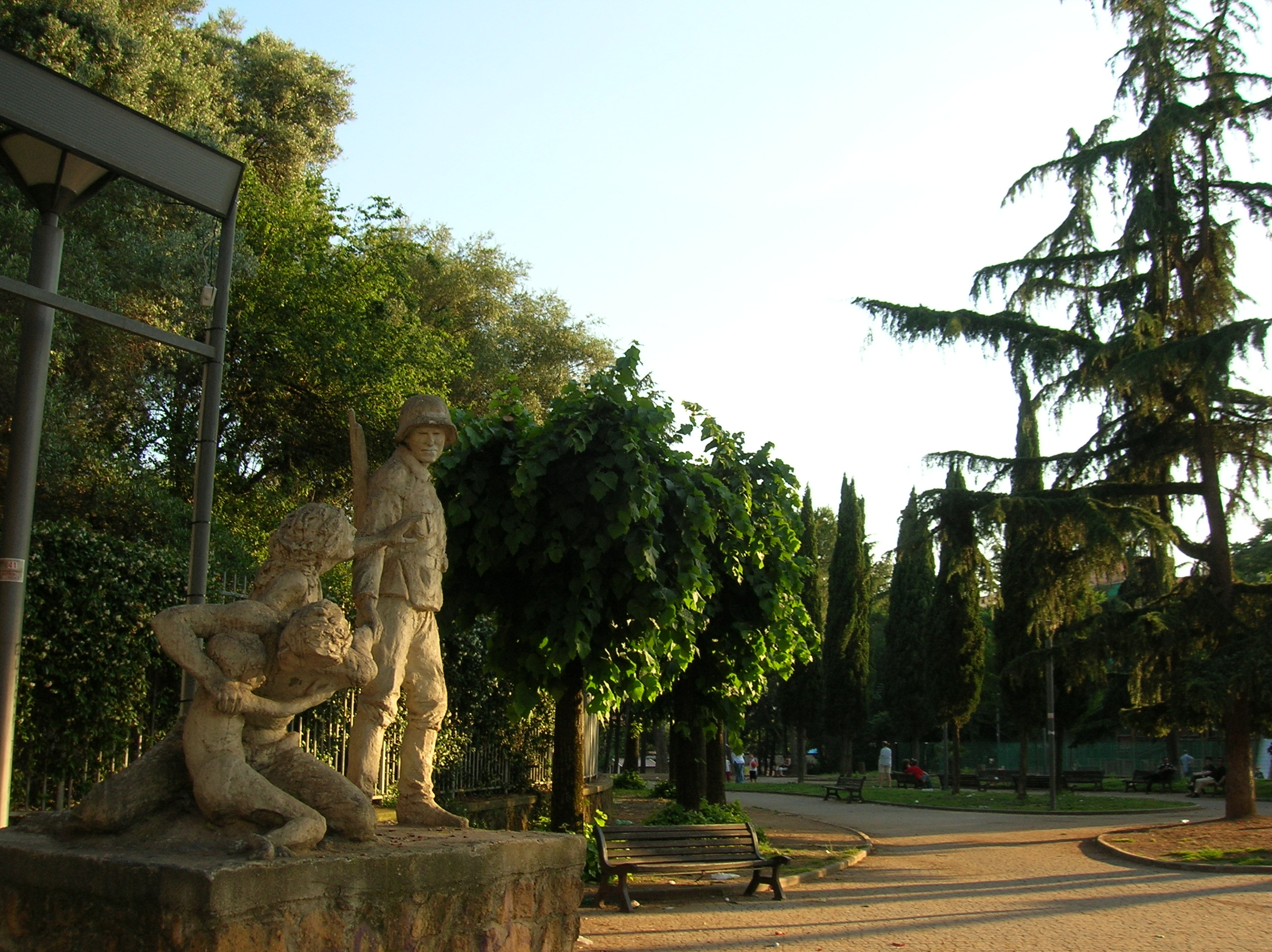
Il monumento ai caduti nel Parco XVII Aprile 1944

Kappler, deciso nel voler dare un'altra lezione al popolo romano, dopo quella delle fosse Ardeatine del 24 marzo, organizza, in tutta segretezza il piano Unternehmen Walfisch (in italiano Operazione Balena): un piano che prevedeva il rastrellamento, che verrà eseguito la mattina del 17 aprile, e la deportazione in Germania della popolazione del Quadraro, quartiere alle porte di Roma.
Per portare a compimento l'operazione, Kappler impiegò un imponente schieramento di uomini e mezzi. Questo fu dovuto al fatto che le strade del Quadraro erano fino ad allora apparse sicure per i suoi abitanti, al punto che vi si poteva circolare liberamente senza il timore di incontrare dei soldati tedeschi o qualche fascista: nessuno degli occupanti poteva essere così sprovveduto da addentrarsi da solo per quelle vie, che ad ogni angolo potevano nascondere un partigiano.

## Il rastrellamento
Il 17 aprile, verso le 4 del mattino, le truppe tedesche circondarono l'intero quartiere, bloccando ogni via di accesso e di uscita. Successivamente i soldati, guidati da Kappler, coadiuvati dalla Gestapo, dalle SS e dalla Banda Koch, iniziarono le perquisizioni, passando al setaccio il quartiere casa per casa. 
Le circa 2000 persone rastrellate durante la mattinata (tutti uomini tra i diciannove e i cinquanta anni) furono portate al cinema Quadraro per essere schedati.
Dopo ore di attesa, ammassati e trattati come bestie, vennero caricati su dei camion e portati a Cinecittà, per la selezione. Alcuni riuscirono a fuggire e molti tra gli scartati vennero arrestati.
Il giorno stesso del rastrellamento i tedeschi resero pubblico il seguente comunicato intimidatorio:
Secondo Claudio Fracassi, questo comunicato «rivelava nello stesso tempo l'impotenza e la rabbia degli occupanti, ormai isolati da una città che, come era nei propositi dei ribelli, stava rendendo loro la vita impossibile».

## La deportazione
Le persone reclutate dopo la selezione effettuata furono divise in quattro gruppi e portate il giorno stesso con dei camion a Grottarossa. Da lì, in treno fino a Terni e pochi giorni dopo di nuovo trasferite al campo di transito di Fossoli.
L'esperienza di Fossoli, fu solo l'inizio di un lungo periodo di agonie e sofferenze: il 24 giugno, i rastrellati del Quadraro furono arruolati come “operai italiani volontari per la Germania” e deportati in Germania e in Polonia, costretti a lavorare nei campi di concentramento.
Molti di loro non sopravvissero all'arrivo degli  Alleati. Dei deportati, solo la metà tornò al Quadraro. Tra i 683 conteggiati da don Gioacchino Rey, sedici risulteranno i deceduti; ma quest'ultimo dato, essendo relativo a un momento precedente al ritorno in Italia dei deportati sopravvissuti, è probabilmente incompleto. 
Marisa Musu ed Ennio Polito citano 744 deportati; Silverio Corvisieri 740; Enzo Piscitelli "almeno 800" e Robert Katz "circa 750". Secondo la testimonianza di uno dei deportati, Sisto Quaranta, riportato anche da Sara Menafra, in: Il Quadraro libero e resistente, il numero complessivo ammonterebbe a 947.

## Lo Spettacolo "Nido di Vespe" e il Videoappello
Nel 2010 è stato portato in scena per la prima volta, negli stessi luoghi del rastrellamento, uno spettacolo teatrale basato sulle testimonianze dei sopravvissuti: "Nido di Vespe" di Simona Orlandi, per la regia di Daniele Miglio. Molte delle testimonianze raccolte formano parte integrante dello spettacolo sotto forma di video.
Lo spettacolo ha riscosso grande apprezzamento e viene da allora riproposto regolarmente, in particolare in occasione dell'anniversario.
Nel 2013 è stato realizzato un videoappello per chiedere di menzionare il Rastrellamento del Quadraro nei libri di storia. L'appello, realizzato dall'Associazione Quadraro44 per la regia di Riccardo Russo, è stato sottoscritto da numerosi artisti e personaggi pubblici tra i quali Daniele Silvestri, Don Gallo, Fiorella Mannoia, Valerio Mastandrea, Diego Bianchi, Ascanio Celestini, Monica Guerritore, Giancarlo Ratti, Moni Ovadia, Peppe Servillo, Carlo De Ruggieri e il Trio Medusa.

## Onorificenze
Il 17 aprile 2004 il Municipio X di Roma, nel cui territorio ricade il Quadraro, è stato insignito della Medaglia d'Oro al Valor Civile.